# Persone di nome Tomas
| Questa pagina contiene informazioni ricavate automaticamente dalle voci biografiche con l'ausilio del template Bio e di un bot. L'aggiornamento è periodico e automatico e ricostruisce completamente la pagina. Se manca una persona in questa lista, sei pregato di non aggiungerla, ma accertati piuttosto che la sua voce biografica contenga il template Bio e che i dati anagrafici siano correttamente compilati. Se il template Bio manca, inseriscilo tu stesso o, in alternativa, metti l'avviso {{tmp\|Bio}} che ne segnala la mancanza. Se i dati riportati sono sbagliati, correggi direttamente la voce biografica; le modifiche saranno visibili in questa lista entro pochi giorni. Per chiarimenti vedi il progetto antroponimi. La lista contiene solo le 74 persone che sono citate nell'enciclopedia e per le quali è stato implementato correttamente il template Bio. Pagina aggiornata al 22 lug 2025. |

Questa è una lista di persone presenti nell'enciclopedia che hanno il nome Tomas, suddivise per attività principale.

## Allenatori di calcio(3)
- Tomas Oral, allenatore di calcio e ex calciatore tedesco (Ochsenfurt, n. 1973)
- Tomas Ražanauskas, allenatore di calcio e ex calciatore lituano (Vilnius, n. 1976)
- Tomas Tamošauskas, allenatore di calcio e ex calciatore lituano (Gargždai, n. 1983)

## Allenatori di pallacanestro(3)
- Tomas Gaidamavičius, allenatore di pallacanestro e ex cestista lituano (Šiauliai, n. 1982)
- Tomas Masiulis, allenatore di pallacanestro e ex cestista lituano (Kaunas, n. 1975)
- Tomas Rinkevičius, allenatore di pallacanestro e ex cestista lituano (Rietavas, n. 1978)

## Allenatori di sci alpino(1)
- Tomas Markegård, allenatore di sci alpino e ex sciatore alpino norvegese (n. 1995)

## Attori(6)
- Tomas Arana, attore statunitense (Auburn, n. 1955)
- Tomas von Brömssen, attore svedese (Göteborg, n. 1943)
- Tomas Bolme, attore svedese (Stoccolma, n. 1945)
- Tomas Fryk, attore svedese (Huddinge, n. 1966)
- Thomas Gomez, attore statunitense (New York, n. 1905 - Santa Monica, † 1971)
- Tomas Hanak, attore cecoslovacco (Kremnica, n. 1957)

## Batteristi(2)
- Tomas Asklund, batterista svedese (n. 1970)
- Tomas Haake, batterista, paroliere e programmatore svedese (Örnsköldsvik, n. 1971)

## Calciatori(16)
- Tomas Antonelius, ex calciatore svedese (Stoccolma, n. 1973)
- Tomas Bastos, calciatore brasiliano (Araguaína, n. 1992)
- Tomas Fotiadis, ex calciatore greco (n. 1944)
- Tomas Galvez, calciatore finlandese (Londra, n. 2005)
- Tomas Kalinauskas, calciatore lituano (n. 2000)
- Tomas Locatelli, ex calciatore italiano (Bergamo, n. 1976)
- Tomas Maronesi, calciatore brasiliano (Santa Rosa de Viterbo, n. 1985)
- Tomas Mikuckis, ex calciatore lituano (n. 1983)
- Tomas Nygård, ex calciatore finlandese (Närpes, n. 1973)
- Tomas Olsson, ex calciatore svedese (n. 1972)
- Tomas Radzinevičius, calciatore lituano (Marijampolė, n. 1981)
- Tom Rogić, ex calciatore e ex giocatore di calcio a 5 australiano (Griffith, n. 1992)
- Tomas Švedkauskas, calciatore lituano (Marijampolė, n. 1994)
- Tomas Totland, calciatore norvegese (Bergen, n. 1999)
- Tom Turesson, calciatore e allenatore di calcio svedese (n. 1942 - † 2004)
- Tomas Žvirgždauskas, ex calciatore lituano (Vilnius, n. 1975)

## Cantanti(5)
- Tomas Kalnoky, cantante e musicista ceco (Praga, n. 1980)
- Tomas Ledin, cantante svedese (Östersund, n. 1952)
- Tomas Lindberg, cantante, musicista e compositore svedese (Göteborg, n. 1972)
- Tomas N'evergreen, cantante danese (Aarhus, n. 1969)
- Tomas Thordarson, cantante danese (Copenaghen, n. 1974)

## Cestisti(7)
- Tomas Delininkaitis, ex cestista lituano (Klaipėda, n. 1982)
- Tomas Dimša, cestista lituano (Kaunas, n. 1994)
- Tomas Lekūnas, cestista lituano (Biržai, n. 1993)
- Tomas Nagys, ex cestista lituano (Mažeikiai, n. 1980)
- Tomas Pačėsas, ex cestista, allenatore di pallacanestro e politico lituano (Kaunas, n. 1971)
- Tomas Ress, ex cestista e allenatore di pallacanestro italiano (Salorno, n. 1980)
- Tomas Van Den Spiegel, ex cestista e dirigente sportivo belga (Gand, n. 1978)

## Chimici(1)
- Tomas Lindahl, chimico svedese (Stoccolma, n. 1938)

## Ciclisti su strada(2)
- Tomas Pettersson, ex ciclista su strada svedese (Alingsås, n. 1947)
- Tomas Vaitkus, ex ciclista su strada e pistard lituano (Klaipėda, n. 1982)

## Dirigenti sportivi(1)
- Tomas Danilevičius, dirigente sportivo e ex calciatore lituano (Klaipėda, n. 1978)

## Fondisti(1)
- Tomas Northug, ex fondista norvegese (Mosvik, n. 1990)

## Hockeisti su ghiaccio(2)
- Tomas Holmström, ex hockeista su ghiaccio svedese (Piteå, n. 1973)
- Tomas Sandström, ex hockeista su ghiaccio svedese (Jakobstad, n. 1964)

## Linguisti(1)
- Tomas Riad, linguista e violinista svedese (Uppsala, n. 1959)

## Lottatori(1)
- Tomas Johansson, ex lottatore svedese (Haparanda, n. 1962)

## Lunghisti(1)
- Tomas Vitonis, lunghista lituano (Rokiškis, n. 1991)

## Musicisti(1)
- Samoth, musicista norvegese (Hammerfest, n. 1974)

## Pallamanisti(1)
- Tomas Svensson, ex pallamanista e allenatore di pallamano svedese (Eskilstuna, n. 1968)

## Pallavolisti(1)
- Tomas Rousseaux, pallavolista belga (Jette, n. 1994)

## Pesisti(1)
- Tomas Walsh, pesista neozelandese (Timaru, n. 1992)

## Piloti automobilistici(1)
- Tomas Scheckter, pilota automobilistico sudafricano (Monte Carlo, n. 1980)

## Poeti(1)
- Tomas Venclova, poeta, scrittore e filologo lituano (Klaipėda, n. 1937)

## Politici(2)
- Morgan Johansson, politico svedese (Höganäs, n. 1970)
- Tomas Tobé, politico svedese (Gävle, n. 1978)

## Produttori discografici(1)
- Free Finga, produttore discografico e musicista lituano (Vilnius, n. 1992)

## Pugili(1)
- Tommy Morrison, pugile e attore statunitense (Gravette, n. 1969 - Omaha, † 2013)

## Rapper(2)
- Tommy Cash, rapper estone (Tallinn, n. 1991)
- Allday, rapper australiano (Adelaide, n. 1991)

## Registi(1)
- Tomas Alfredson, regista svedese (Lidingö, n. 1965)

## Rugbisti a 15(2)
- Tomas Francis, rugbista a 15 britannico (York, n. 1992)
- Tommaso Visentin, ex rugbista a 15, allenatore di rugby a 15 e telecronista sportivo italiano (Treviso, n. 1974)

## Scrittori(2)
- Tomas O'Crohan, scrittore irlandese (Grande Blasket, n. 1856 - Grande Blasket, † 1937)
- Tomas Tranströmer, scrittore, poeta e traduttore svedese (Stoccolma, n. 1931 - Stoccolma, † 2015)

## Stilisti(1)
- Tomas Maier, stilista e dirigente d'azienda tedesco (Pforzheim, n. 1957)

## Tastieristi(1)
- Tomas Bodin, tastierista e compositore svedese (n. 1959)

## Tennisti(2)
- Tomas Behrend, ex tennista brasiliano (Porto Alegre, n. 1974)
- Tomas Nydahl, ex tennista svedese (Linköping, n. 1968)